# アヴィラステージ
アヴィラステージ（アヴィラ、英文社名：AVILLA STAGE）は、東京都港区にある芸能育成スクール。所属タレントは重盛さと美をはじめ、山川恵里佳・ミラクルひかる・クリス松村他、多数。

## 概要
2009年開設。芸能プロダクションアヴィラの俳優、女優、モデル、タレント、アイドル、お笑い、声優などの幅広いジャンルの人材を育成しマネジメントする芸能育成スクールである。
新人開発としてアヴィラステージはプロデューサーとして神品信市が就き現場の指揮をとり、理事長はアヴィラの代表の牧野昌哉が就く。現在はグラビアのみならず俳優、声優、お笑い、ものまね、モデルなど、男女問わず幅広く様々なジャンルのタレントの発掘に力を注いでる。

## 沿革
- 1989年 - 東京都品川区に牧野昌哉がアバンギャルドを創業する。
- 2008年3月6日 - 東京都港区白金台に株式会社アヴィラを設立する。
- 2010年10月1日 - 東京都港区江南にAVILLA STAGE新設、開校する。
- 2011年1月1日 - 東京都港区東新橋にAVILLA STAGEレッスンスタジオを開設する。
- 2015年3月1日 - AVILLA STAGEの汐留スタジオを機能的に改装しリニューアルオープンする。
- 2015年12月1日 - 本社を港区白金台から品川区上大崎へ移転する。
- 2019年7月1日 - 港区新橋6丁目-9-4の7階に新スタジオを3フロア開設する。同スペースにフォトスタジオを新設する。

## アヴィラの所属タレント
| - 朝川ことみ - 和泉ひより - 岩科桜恋 - 植草真由美 - 宇恵さやか - 臼坂まゆ - 江頭ひなた - 小笠原萌 - 織田まな - 鬼塚綾子 - 折原みか - 上林英代 - 加賀彩美 - 唐沢りん - 神田茉里奈 - 神田蘭 - 礒部希帆 - 桐野澪 | - クリス松村 - 栗原みさ - 斉藤雅子 - 阪口拓嗣 - 佐々木絵里 - 佐々木梨絵 - 桜井えれな - 里佳津乃 - 重盛さと美 - 篠原冴美 - 嶋村瞳 - 白石幸姫 - 白河理子 - 関根彩蘭 - 瀬戸奈月 - 高橋ひかる - 高橋まい - 高松みわ | - 高山未帆 - 立花このみ - 橘未憂 - 辰巳シーナ - 千代谷美穂 - 津田菜都美 - 中野凜 - 浜田翔子 - ふじきイェイ!イェイ! - 藤原亜紀乃 - 前山奈津巴 - 三井涼子 - ミラクルひかる - 山上愛 - 山川恵里佳 - 山口愛実 - 山本サユリ - 湯本美咲 |

## 2022年の撮影現場実績

### ドラマ
君の花になる／クロサギ／差出人は、誰ですか？／ボーイフレンド降臨！／アトムの童／silent／親愛なる僕へ殺意をこめて／霊媒探偵・城塚翡翠／古書堂物語／エルピス／－50kgのシンデレラ／ガラパゴス／束の間の一花／極悪女王／仮面ライダー BLACK SUN／ロマンス暴風域／カナカナ／純愛ディソナンス／鎌倉殿の13人／NICE FLIGHT!／六本木クラス／私のシてくれないフェロモン彼氏／トモダチゲームR4／推しが武道館いってくれたら死ぬ／ユニコーンに乗って／理想ノカレシ／石子と羽男－そんなコトで訴えます？－／オールドルーキー／にがくてあまい／消しゴムをくれた女子を好きになった。／テッパチ！／復讐の未亡人／雨に消えた向日葵／拾われた男／インビジブル／アキラくん／マイファミリー／就活タイムカプセル／持続可能な恋ですか？／悪女（わる）／パンドラの果実～科学犯罪捜査ファイル～／金田一少年の事件簿／ナンバＭＧ５／未来への10カウント／泳げ！ニシキゴイ／特捜9 シーズン5／絶対BLになる世界VS絶対にBLになりたくない男２／不幸くんはキスするしかない！／競争の番人／新・ミナミの帝王／きいてください、最後の曲です／Drops of God神の雫／ラブシェアリング／緊急取調室 新春SP／となりのチカラ／真犯人フラグ／DCU／ユーチューバーに娘はやらん！／元彼の遺言状／海岸通りのネコ耳探偵／しもべえ／アクターズショートフィルム２／30までにとうるさくて／全っっっっっ然知らない街を歩いてみたものの／エンジェルフライト／First Love 初恋／サンクチュアリ-聖域-／
君に届け／逃亡医Ｆ／アバランチ／妻、小学生になる。／HOTEL／あさぎーにょ／ダブル／御手洗家、炎上する／オリバーな犬、（Gosh!!）このヤロウ／明日、私は誰かのカノジョ／結婚するって、本当ですか／俺の可愛いはもうすぐ消費期限！？／それ忘れてくださいって言いましたけど。／THE DAYS／先輩、断じて恋では！

### 映画
Lady Kaga／キングダム２ 遥かなる大地へ／大怪獣のあとしまつ／そして僕は途方に暮れる／太陽とボレロ／アキラとあきら／沈黙のパレード／チェリまほザムービー／妖怪シェアハウス／今夜、世界からこの恋が消えても／HiGH＆LOW THE WORST X／刀剣乱舞-黎明-／緊急取調室／ナニワ金融道／リボルバー・リリー／Dr.コトー診療所／イチケイのカラス／なのに、千輝くんが甘すぎる。／東京リベンジャーズ2／縛ってあげたい／モエカレはオレンジ色／キリエ／まなみ100％／波紋／ロストケア／YSK／サイド・バイ・サイド／おまえの罪を自白しろ／ここから

### ミュージックビデオ
=LOVE／桜坂46／日向坂46／Kis-My-Ft2／フィロソフィーのダンス／カノエラナ／ROTH BART BARON／AI／20th Century／ジャニーズWEST／高野洸／湘南乃風／BE:FIRST／藍井エイル／サンダルテレフォン／超特急

### 舞台
風鈴／お気をたしかに／ため生き2022／夢艇／バハラナ／スフィンクスの息吹／Juliet／罪時々罰／親父のテイスティー／舞姫／シンギュラリティ・ゼロ／電波塔／After/Reset／荒海に漂う木の葉のように／GO,JET!GO!GO!／どぎまぎメモリアル／黄昏オリンピック／どん底ボトムアウト／レ・ミゼラブル～惨めなる人々～／火の風にのって／12人の怒れる人々／Kiss Me You／ザ・ファイナルセカンド

### その他
新しいカギ／千鳥presents　ディエゴ／LGBTs／障害のある人とともに／ふれあいひろば警視庁教室映像／習志野市企業局／創建物件／Around the corner／国立研究開発法人理化学研究所／INPIT／DHCテレビ・ときめきBBA／この歌詞が刺さった！グッとフレーズ／奇跡体験！アンビリバボー／東京個別指導学院／人事院／逆転人生／沁みる夜汽車／ファミリーヒストリー／THE突破ファイル／日本統一／さんま×上田×有働！今だから話します／官公庁／世界仰天ニュース／呼び出し先生タナカ／エマージェンシーコール～緊急通報指令室～／バチェラー・ジャパンシーズン5／花王フジロックフェスティバル／全力脱力タイムズ／サンダルテレフォン／あしたが変わるトリセツショー／水曜日のダウンタウン／行列のできる法律相談所／5時に夢中！／サイエンスZERO／ギバーテイカー／武蔵境自動車教習所／オンライン英会話スクール／国立成育医療研究センター／東武トップツアーズ／オルガン坂生徒会／NPO法人日本子どもの安全総合教育研究所／全国信用組合中央協会